# Potamophylax luctuosus
Potamophylax luctuosus là một loài Trichoptera trong họ Limnephilidae. Chúng phân bố ở miền Cổ bắc.